# Metis holothuriae
Metis holothuriae är en kräftdjursart som först beskrevs av C. L. Edwards 1891.  Metis holothuriae ingår i släktet Metis och familjen Metidae. Inga underarter finns listade i Catalogue of Life.